# Marie Elisabeth av Sachsen
Marie Elisabeth av Sachsen, född 22 november 1610, död 24 oktober 1684, hertiginna av Holstein-Gottorp, dotter till Johan Georg I av Sachsen och Magdalena Sibylla av Preussen.

## Biografi
Gift 1630 med Fredrik III av Holstein-Gottorp. Äktenskapet arrangerades år 1627 av den danska änkedrottningen och den sachsiska änkefurstinnan. Hon blev änka 1659 och flyttade 1660 till Wittum Husum slott, som hon gjorde till ett kulturcentrum, som mecenat för konstnärer. Hon skrev en tolkning av Bibeln 1664.

## Barn
1. Sophie Auguste av Holstein-Gottorp (1630-1680), gift med Johan VI, furste av Anhalt-Zerbst
2. Magdalena Sibylla av Holstein-Gottorp (1631-1719)
3. Johann Adolf av Holstein-Gottorp (1632-1633)
4. Marie Elisabeth av Holstein-Gottorp (1634-1663), gift med Ludvig VI av Hessen-Darmstadt
5. Friedrich av Holstein-Gottorp (1635-1654)
6. Hedvig Eleonora av Holstein-Gottorp (1636-1715), gift med Karl X Gustav av Sverige
7. Adolf Gustav av Holstein-Gottorp (1637-1637)
8. Johann Georg av Holstein-Gottorp (1638-1655), ärkebiskop i Lübeck 1655
9. Anna Dorothea av Holstein-Gottorp (1640-1713)
10. Kristian Albrekt av Holstein-Gottorp (1641-1695), ärkebiskop i Lübeck 1655-1666, hertig av Gottorp 1659, gift med Fredrika Amalia av Danmark 1667
11. Gustav Ulrich av Holstein-Gottorp (1642-1642)
12. Christine Sabine av Holstein-Gottorp (1643-1644)
13. August Friedrich av Holstein-Gottorp (1646-1705), ärkebiskop i Lübeck 1666
14. Adolf av Holstein-Gottorp (1647-1648)
15. Elisabeth Sofie av Holstein-Gottorp (1647-1647)
16. Augusta Maria av Holstein-Gottorp (1649-1728), gift med Fredrik VII av Baden-Durlach